# One Last Time
One Last Time – singel amerykańskiej piosenkarki i autorki tekstów Ariany Grande, promujący album studyjny, zatytułowany My Everything. Został wydany 16 lutego 2015 roku przez wytwórnię Republic Records.
Tekst do utworu napisali David Guetta, Savan Kotecha, Giorgio Tuinfort, Rami Yacoub i Carl Falk.
Utwór zdobył ponad 335 milionów wyświetleń w serwisie YouTube (2022) oraz ponad miliard odsłuchań w serwisie Spotify (2022).

## Certyfikaty
| Kraj                     | Certyfikat         |
| ------------------------ | ------------------ |
| Stany Zjednoczone (RIAA) | platynowa płyta    |
| Australia (ARIA)         | 3x platynowa płyta |
| Wielka Brytania (BPI)    | 2x platynowa płyta |
| Włochy (FIMI)            | 3x platynowa płyta |
| Szwecja                  | 2x platynowa płyta |
| Dania                    | platynowa płyta    |
| Kanada (Music Canada)    | 2x platynowa płyta |
| Polska (ZPAV)            | 2x platynowa płyta |